# Italo Alfaro

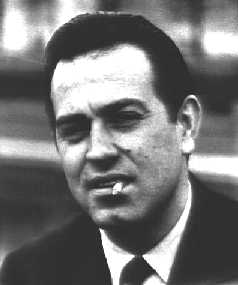
Italo Alfaro

Italo Alfaro (* 1928 in Florenz; † 1979 in Lausanne, Schweiz) war ein italienischer Regisseur und Drehbuchautor für das Fernsehen, Film und Theater.

## Leben
Alfaro wurde als Sohn einer in der Toskana lebenden und aus Neapel stammenden Familie geboren und arbeitete nach Anfängen beim Radio lange und intensiv als Schreiber für das italienische Fernsehen.
Neben seiner Arbeit für das Theater inszenierte er vier Kinofilme in anspruchslosem Umfeld, davon zwei Sexkomödien im Decamerone-Umfeld und einen Spaghetti-Western, der allerdings zu den schlechtesten seiner Art gezählt werden muss. Als Schauspieler trat er 1962 in Luigi Latini de Marchis La notte dell’innominato in Erscheinung.
Alfaro starb während der Besichtigung von Drehorten für eine Fernsehserie an einem Herzinfarkt.

## Filmografie
Regisseur
- 1972: Guardami nuda
- 1972: Decameron N.3 (Il Decameron No. 3 - Le più belle donne del Boccaccio)
- 1973: Canterbury proibito
- 1973: Der Barmherzige mit den schnellen Fäusten (Sentivano... uno strano, eccitante, pericoloso puzzo di dollari)

Drehbuchautor
- 1972: Guardami nuda
- 1976: Der Mondschein-Killer (4 minuti per 4 milliardi)